# N.W.A
Az N.W.A („Niggaz With Attitudes”) amerikai hiphopegyüttes volt a kaliforniai Comptonból. Az együttes volt az egyik legelső és legjelentősebb népszerűsítője a gangsta rap és West Coast hiphop műfajoknak, és sokak szerint a legfontosabb csapatok közé tartozik a hiphopzene történetében. 1986-tól 1991-ig voltak aktívak. Szókimondó szövegeik miatt sokszor felháborodást váltottak ki, a nőkkel szembeni tiszteletlenséggel, a kábítószerezés és a bűnözés dicsőítésével vádolták őket. Az együttes később tiltólistára került több jelentősebb amerikai rádiónál is. Ennek ellenére is több mint 10 millió lemezt adtak el csak az Egyesült Államokban. Az együttes szintén ismert volt a rendőrséggel való összetűzéseiről, amely szintén sok vitát és konfliktust váltott ki az évek során.
Az eredeti felállás: Arabian Prince, Dr. Dre, Eazy-E, és Ice Cube. DJ Yella és MC Ren később csatlakozott, Arabian Prince nem sokkal az első album, a Straight Outta Compton megjelenése előtt kiszállt, jogdíjjal kapcsolatos viták miatt. Később, 1989 decemberében Ice Cube is ezen ok miatt hagyta el az együttest. A felállásból Eazy-E, Dr. Dre, Ice Cube és MC Ren később platina-lemezes előadók lettek szólókarrierjük során. A debütáló albumuk, a Straight Outta Compton felállított egy mércét és megmutatott egy irányt, a dalszövegekben elhangzó vélemények forradalmiak voltak a műfajban. A Rolling Stone magazin a 83. helyre rangsorolta az N.W.A együttest a "Minden Idők 100 Legjobb Előadója" listáján. A csapat eddig háromszor volt jelölve a Rock and Roll Hall of Fame beiktatásra.

## Diszkográfia
- Straight Outta Compton (1988)
- Niggaz4Life (1991)

## Tagok
- Arabian Prince (1986–1988)
- DJ Yella (1986–1991)
- Dr. Dre (1986–1991)
- Eazy-E (1986–1991; 1995-ben elhunyt)
- Ice Cube (1986–1989)
- MC Ren (1988–1991)

## Fordítás
- Ez a szócikk részben vagy egészben  a   N.W.A című angol Wikipédia-szócikk fordításán alapul.  Az eredeti cikk szerkesztőit annak laptörténete sorolja fel. Ez a jelzés csupán a megfogalmazás eredetét és a szerzői jogokat jelzi, nem szolgál a cikkben szereplő információk forrásmegjelöléseként.